# Aparcoa
Aparcoa es un grupo musical de raíz folclórica chilena y latinoamericana, formado en 1965. Fue uno de los grupos principales del movimiento de la Nueva Canción Chilena, reconocido además por la influencia de la cueca brava. Se disolvieron en 1977 durante su exilio en la extinta República Democrática Alemana. En 2007 volvieron a reagruparse, regresando a las raíces de la cueca brava como fuera en sus inicios.

## Inicios
Aparcoa se formó en 1965 en la Escuela de Arquitectura de la Universidad de Chile. Sus miembros fundadores eran Julio Alegría, Leonardo Parma, Miguel Córdoba, Mario Avendaño y Rodrigo Zorrilla. El nombre Aparcoa es el acrónimo de las iniciales de los apellidos de sus cuatro fundadores: Alegría (A), Parma (Par), Córdoba, (Co) y Avendaño (A). Tempranamente Avendaño se retira. Sus actuaciones principalmente se efectuaban en aulas universitarias, peñas y sindicatos.
Sus primeras corrientes musicales fueron la cueca chilenera, en cuyo ejercicio fueron apadrinados por el cuequero, compositor y cantante de Los Chileneros, Hernán "Nano" Núñez. El grupo comenzó a actuar en los círculos cuequeros de la Región Metropolitana y en la ciudad de Valparaíso en la V Región. En 1969, se integran Jaime Miqueles y Felipe Canales, quien tocaba el contrabajo. En 1970, lanzan su primer LP llamado simplemente Aparcoa, editado por el sello Philips, donde muestran sus influencias musicales que van desde la cueca brava hasta variados sonidos latinoamericanos. Poco después de ese disco, Leonardo Parma se aleja del grupo.

## Canto General,La música folklórica y popular de AméricayCri du Chili
A fines de 1969, Pablo Neruda estuvo presente en el montaje de una obra poética de su creación, musicalizada por Asunción Requena, y presentado por el grupo Aparcoa. Gracias a ese montaje, Aparcoa y Neruda realizaron un trabajo en conjunto para la musicalización de la obra Canto General. Entre los musicalizadores estaban Sergio Ortega y Gustavo Becerra, y con la narración del actor Mario Lorca. La obra se estrenó el 5 de diciembre de 1970 en el Teatro Municipal de Santiago con el apoyo de la Central Única de Trabajadores (CUT) y coincidió también con la conmemoración del primer mes de Salvador Allende en la presidencia, después de su triunfo en las elecciones presidenciales y del comienzo de la Unidad Popular, del cual los miembros de Aparcoa eran partidarios además de militantes del Partido Comunista. La musicalización de Canto General fue editada en 1971 por el sello Philips.
En 1972, participaron en la competencia folclórica del Festival Internacional de la Canción de Viña del Mar, con la cueca «Dicen que Viña del Mar» y lograron el segundo lugar de la misma competencia. Ese mismo año se fueron los fundadores Julio Alegría y Miguel Córdoba, comienzan una rotación de integrantes donde se destacan Hugo Pirovich (conocido después por ser integrante del grupo Congreso) y Juan Francisco Palomo. Ese mismo año registran su segundo álbum de estudio, La música folklórica y popular de América, con la siguiente alineación: Jaime Miqueles, Rodrigo Zorrilla, Hugo Pirovic y Felipe Canales.
En 1973 van de gira en Europa en apoyo de la Unidad Popular. Ese mismo año lanzaron el disco Cri du Chili (Grito de Chile, 1973), que fue el primer disco donde comienzan a hacer canciones de tinte más político, en apoyo a la UP y de protesta latinoamericana.

## Exilio
Para el golpe militar del 11 de septiembre, Aparcoa estaba en Chile, y en ese entonces deciden tomar un receso. Se radican en la República Democrática Alemana en 1974. De la formación previa al Golpe de Estado estaban Jaime Miqueles, Felipe Canales y Juan Francisco Palomo, regresan los miembros fundadores Julio Alegría y Miguel Córdoba, y se suman Juan Carlos Carvajal (que era director del sello Discoteca del Cantar Popular (DICAP) y destacado barítono), y Marcelo Fortín, con quien se integra el piano y también, a un repertorio de canciones más profundas y complejas.
En 1974, regraban Canto General en una versión más corta que la original de 1971, grabado y editado en tres idiomas (alemán, francés y español), y en 1975 lanzan su último disco Chile por el sello alemán "Amiga", considerado uno de los mejores discos del grupo, principalmente con cortes como «Chile», musicalización de Marcelo Fortín de un poema de Pablo Neruda y cantado por Juan Carlos Carvajal, «Grandola Vila Morena» canción portuguesa durante la Revolución de los Claveles, cantado a capela por el grupo y con voz solista de Marcelo Fortín, y «Las últimas palabras», que es una musicalización de Marcelo Coulón del discurso final del Presidente Salvador Allende, previo al Golpe de Estado del 11 de septiembre de 1973.
Entre 1974 y 1977 se presentaron en muchas partes de Europa, tocando la obra Canto General. Entre las actuaciones más emblemáticas se encuentra la presentación en el Teatro D'Orsay de París durante dos meses con dos funciones diarias, y también en la Plaza de Toros de Barcelona en 1977, en el día que Rafael Alberti regresa a España después de un largo exilio.

## Disolución
En 1977 el grupo no quería seguir radicándose en la RDA por problemas externos. Trataron de radicarse en Italia, pero por problemas de presupuesto no se concreta esta tratativa. Los integrantes tenían intereses entre continuar sus profesiones o evolucionar sus estudios musicales. El grupo se disuelve a mediados de 1977.

## Regreso
Casi 30 años después de su disolución, en 2006, Julio Alegría y Leonardo Parma, dos de sus miembros fundadores, dan una nueva vida al grupo Aparcoa con una nueva formación. Entre ellos se destacan, Francisco Hermosilla (integrante que estuvo en 1966) y Adrián Otárola (exmiembro de Huamarí y Barroco Andino). Con este trabajo vuelven al repertorio y a las raíces de los primeros años, la cueca brava. En 2007 lanzó su disco más reciente por el sello Alerce, Aparcuecas.

## Discografía
- Aparcoa (Phillips, 1970)
- Canto General (Phillips, 1971)
- La música folclórica y popular de América (Philips, 1972)
- Cri du Chili (Chant du Monde, 1973)
- Canto General (Amiga, 1974)
- Chile (Amiga, 1975)
- Aparcuecas (Alerce, 2007)